# 沃皮河

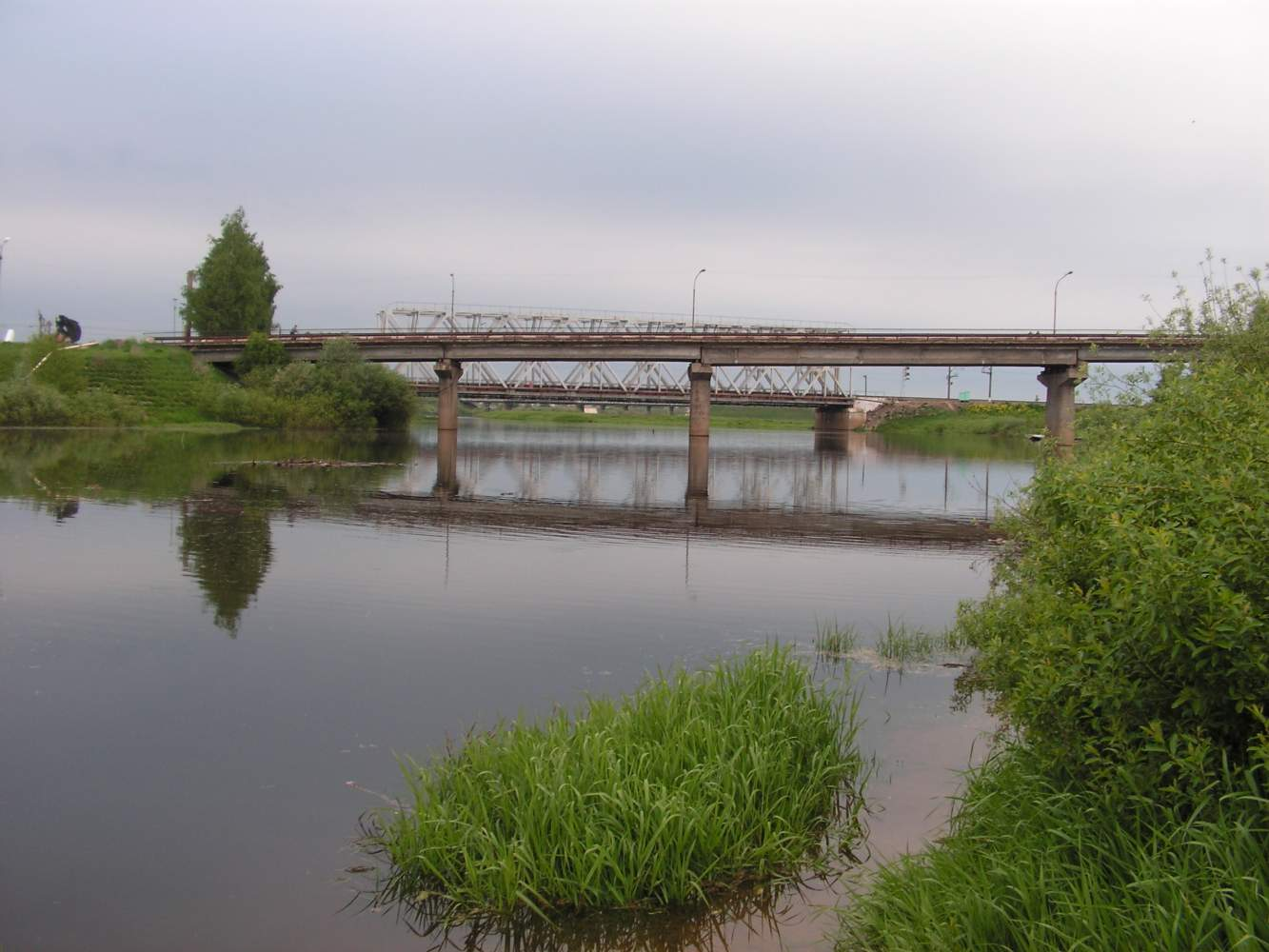

沃皮河（羅馬化：Vop'）是俄羅斯的河流，由斯摩棱斯克州負責管轄，屬於第聶伯河的右支流，河道全長158公里，流域面積約3,300平方公里，河畔城鎮有亞爾采沃。
54°55′38″N 32°44′07″E / 54.92722°N 32.73528°E